# Bjarne Andersen
Bjarne Andersen (Stravanger, 15 de enero de 1909 - Oslo, 13 de agosto de 1982) fue un actor, productor de teatro y director de teatro noruego.

## Vida personal
Andersen nació en Stavanger el 15 de enero de 1909, hijo de Emil Laurentzius Andersen e Ingeborg Bertine Osmondsdatter Udvig. Se casó con la bibliotecaria Sissel Aanderaa en 1957.

## Carrera
Andersen trabajó para el Det Norske Teatret desde 1944 hasta 1951. Fue director de teatro en el Rogaland Teater de 1958 a 1960 y en Den Nationale Scene de 1961 a 1963. Fue presidente de la Norwegian Actors' Equity Association de 1967 a 1969.
Debutó en el cine con la película de Tancred Ibsen, To mistenkelige personer (1950). Entre sus papeles cinematográficos se encuentra el de Stråmannen (Hombre de Paja) en la película Emergency Landing (1952) de Arne Skouen. También interpretó al taxista Richardson, compañero de Paul Cox, en la popular serie de radio teatro God aften, mitt navn er Cox (Buenas noches, mi nombre es Cox).
Andersen dirigió la primera película noruega en color, Smuglere i smoking (1957). También escribió los guiones de Roser til Monica (1956, también director) y Heksenetter (1954).

## Filmografía

### Actor
- 1981: Byggmester Solness (TV)
- 1980: Fabel
- 1979: Jul i Skomakergata
- 1977: Kosmetikkrevolusjonen
- 1976: Reisen til Julestjernen
- 1975: Streik!
- 1973: Brannen
- 1972: Marikens bryllup
- 1971: Erasmus Montanus (TV)
- 1970: Antigone (TV)
- 1966: Sult
- 1957: Smuglere i smoking
- 1954: Heksenetter
- 1953: Skøytekongen
- 1952: Nødlanding
- 1950: To mistenkelige personer

### Director
- Smuglere i smoking (1957)
- Roser til Monica (1956)

### Guionista
- Roser til Monica (1956)
- Heksenetter (1954)